# Đại hội Thể thao châu Á 2010
Đại hội Thể thao châu Á 2010 (2010年亚洲运动会), tên chính thức là Đại hội Thể thao châu Á lần thứ 16 (第十六届亚洲运动会)  còn được gọi là Quảng Châu 2010 (广州2010), là một sự kiện thể thao đa môn cấp khu vực được tổ chức từ ngày 12 đến 27 tháng 11 năm 2010 tại thành phố Quảng Châu, tỉnh Quảng Đông, Trung Quốc (một số môn thi đấu đã bắt đầu từ ngày 7 tháng 11 năm 2010). Đây là lần thứ hai Trung Quốc đăng cai Đại hội Thể thao châu Á, lần đầu tiên là tại Bắc Kinh năm 1990.
Ba thành phố lân cận của Quảng Châu là Đông Quản, Phật Sơn và Sán Vĩ cùng tham gia đồng tổ chức kỳ đại hội này. Thủ tướng Trung Quốc Ôn Gia Bảo đã tuyên bố khai mạc đại hội tại đảo Hải Tâm Sa, bên dòng sông Châu Giang. Có tổng cộng 53 địa điểm thi đấu được sử dụng. Biểu trưng chính thức của đại hội lấy cảm hứng từ truyền thuyết Ngũ Dương của Quảng Châu, tượng trưng cho ngọn đuốc của Á vận hội.
Có tổng cộng 9.704 vận động viên đến từ 45 Ủy ban Olympic Quốc gia (NOC) tham gia thi đấu 476 nội dung thuộc 42 môn thể thao và phân môn (gồm 28 môn Olympic và 14 môn không thuộc Olympic), khiến đây trở thành kỳ đại hội có quy mô lớn nhất trong lịch sử Asiad. Do số môn thi đấu bị cắt giảm ở Đại hội Thể thao châu Á 2014, đây là lần cuối cùng 6 môn không thuộc Olympic được tổ chức trong khuôn khổ Á vận hội.
Trung Quốc tiếp tục dẫn đầu bảng tổng sắp huy chương, theo sau là Hàn Quốc và Nhật Bản. Trung Quốc thiết lập kỷ lục mới với 199 huy chương vàng và trở thành quốc gia đầu tiên trong lịch sử Á vận hội vượt mốc 400 huy chương trong một kỳ đại hội. Có 3 kỷ lục thế giới và 103 kỷ lục châu Á được phá. Ma Cao và Bangladesh lần đầu tiên giành được huy chương vàng tại Á vận hội. Vận động viên cầu lông đơn nam Trung Quốc – Lâm Đan được bình chọn là vận động viên xuất sắc nhất (MVP) của đại hội. Chủ tịch Hội đồng Olympic châu Á – Sheikh Ahmed Al-Fahad Al-Ahmed Al-Sabah – đánh giá kỳ đại hội này là “xuất sắc” và “một trong những kỳ Á vận hội tốt nhất từ trước đến nay”.

## Quá trình đấu thầu
Các thành phố Seoul (Hàn Quốc) và Amman (Jordan) đã rút lui trước khi chính thức nộp hồ sơ xin đăng cai cho Hội đồng Olympic châu Á (OCA), chỉ còn lại hai ứng viên là Quảng Châu và Kuala Lumpur tính đến thời hạn ngày 31 tháng 3 năm 2004. Seoul rút lui do Hàn Quốc đã tổ chức kỳ Á vận hội gần nhất trước đó ở Busan năm 2002.
Ủy ban đánh giá của OCA đã đến Kuala Lumpur từ ngày 12 đến 14 tháng 4, và tới Quảng Châu từ ngày 14 đến 16 tháng 4 năm 2004 để khảo sát thực tế. Vào ngày 15 tháng 4 năm 2004, Chính phủ Malaysia tuyên bố sẽ không hỗ trợ Ủy ban Olympic Malaysia trong việc chạy đua đăng cai do chi phí tổ chức quá cao (ước tính khoảng 366 triệu USD), buộc Kuala Lumpur phải rút lui. Điều này khiến Quảng Châu trở thành ứng viên duy nhất. OCA đã chính thức và nhất trí chọn Quảng Châu làm thành phố đăng cai Đại hội Thể thao châu Á 2010 trong phiên họp Đại hội đồng lần thứ 23 diễn ra tại Doha, Qatar – nơi đăng cai kỳ đại hội năm 2006 – vào ngày 1 tháng 7 năm 2004.
| Thành phố  | NOC        | Phiếu bầu |
| Quảng Châu | Trung Quốc | Nhất trí  |

## Khai mạc và bế mạc

### Khai mạc
Lễ khai mạc được tổ chức vào ngày 12 tháng 11 năm 2010. Lần đầu tiên trong lịch sử Đại hội Thể thao châu Á, lễ khai mạc không được tổ chức tại sân vận động truyền thống mà diễn ra trên đảo Hải Tâm Sa, lấy sông Châu Giang và Tháp Quảng Châu làm điểm nhấn. Lễ khai mạc do Trần Vĩ Nhã – trợ lý đạo diễn của Thế vận hội Mùa hè 2008 tại Bắc Kinh – chỉ đạo, với khoảng 6.000 diễn viên tham gia biểu diễn. Sự kiện có sự hiện diện của Thủ tướng Trung Quốc Ôn Gia Bảo, Tổng thống Pakistan Asif Ali Zardari, Thủ tướng Thái Lan Abhisit Vejjajiva, Tổng Thư ký hành chính Hồng Kông Henry Tang, Chủ tịch Hội đồng Olympic châu Á (OCA) Ahmed Al-Fahad Al-Ahmed Al-Sabah, và Chủ tịch Ủy ban Olympic Quốc tế Jacques Rogge. Lễ khai mạc kéo dài trong ba giờ, cùng với lễ bế mạc có tổng chi phí khoảng 380 triệu Nhân dân tệ (tương đương 58,91 triệu USD).
Các vận động viên được diễu hành bằng thuyền dọc theo sông Châu Giang. Lễ khai mạc mang đậm yếu tố nghệ thuật về nước và giới thiệu văn hóa Quảng Châu. Người rước đuốc cuối cùng – vận động viên nhảy cầu Hà Sùng – đã châm ngọn đuốc bằng cách đốt pháo truyền thống của Trung Quốc, làm bùng lên một vệt lửa bay lên đỉnh tháp nơi đặt đài lửa.
Lễ khai mạc nhận được nhiều lời khen ngợi. Jacques Rogge nhận xét đây là một buổi lễ “tuyệt vời”, thể hiện năng lực tổ chức Thế vận hội của thành phố. Tổng giám đốc OCA – Husain Al-Musallam – cũng ca ngợi buổi lễ là độc đáo và “thậm chí còn hay hơn lễ khai mạc Thế vận hội Mùa hè Bắc Kinh”.

### Bế mạc
Lễ bế mạc bắt đầu vào lúc 20:06 giờ địa phương ngày 27 tháng 11 năm 2010, trước sự chứng kiến của 35.000 khán giả. Buổi lễ bao gồm nghi thức chuyển giao Đại hội từ Quảng Châu cho Incheon. Ông Wan Qingliang, Thị trưởng thành phố Quảng Châu, đã trao lá cờ của Hội đồng Olympic châu Á (OCA) cho Thị trưởng thành phố Incheon là ông Song Young-gil. Sau đó, buổi lễ tiếp tục với tiết mục kéo dài tám phút đến từ Incheon mang tên “Bữa tiệc Arirang”, do nghệ sĩ trống truyền thống Choi So-ri biểu diễn trong trang phục truyền thống Hàn Quốc, cùng với màn trình diễn taekwondo. Ca sĩ, nhạc sĩ, vũ công, nhà sản xuất âm nhạc và diễn viên nổi tiếng Hàn Quốc – Rain – cũng đã biểu diễn tại sự kiện.

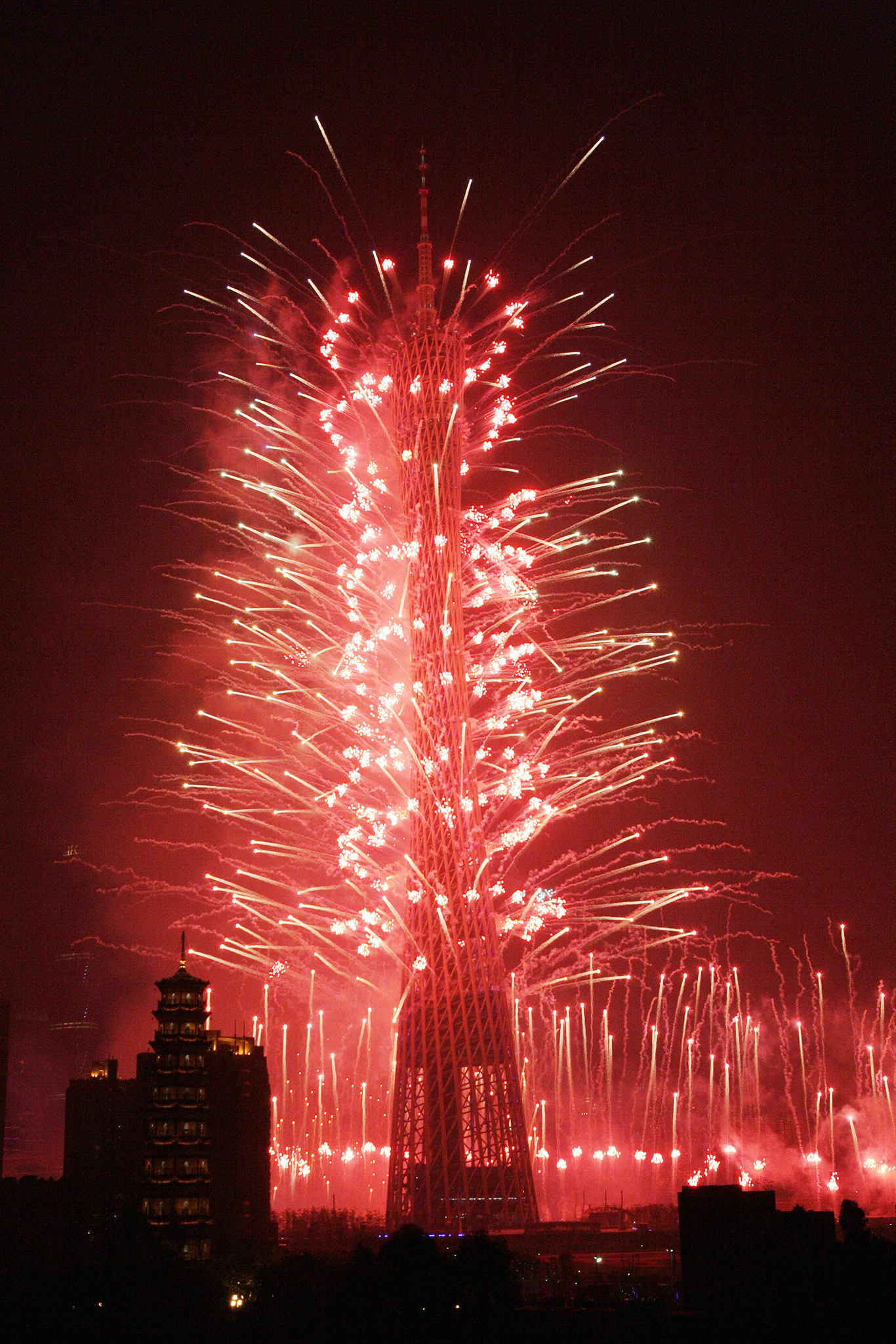
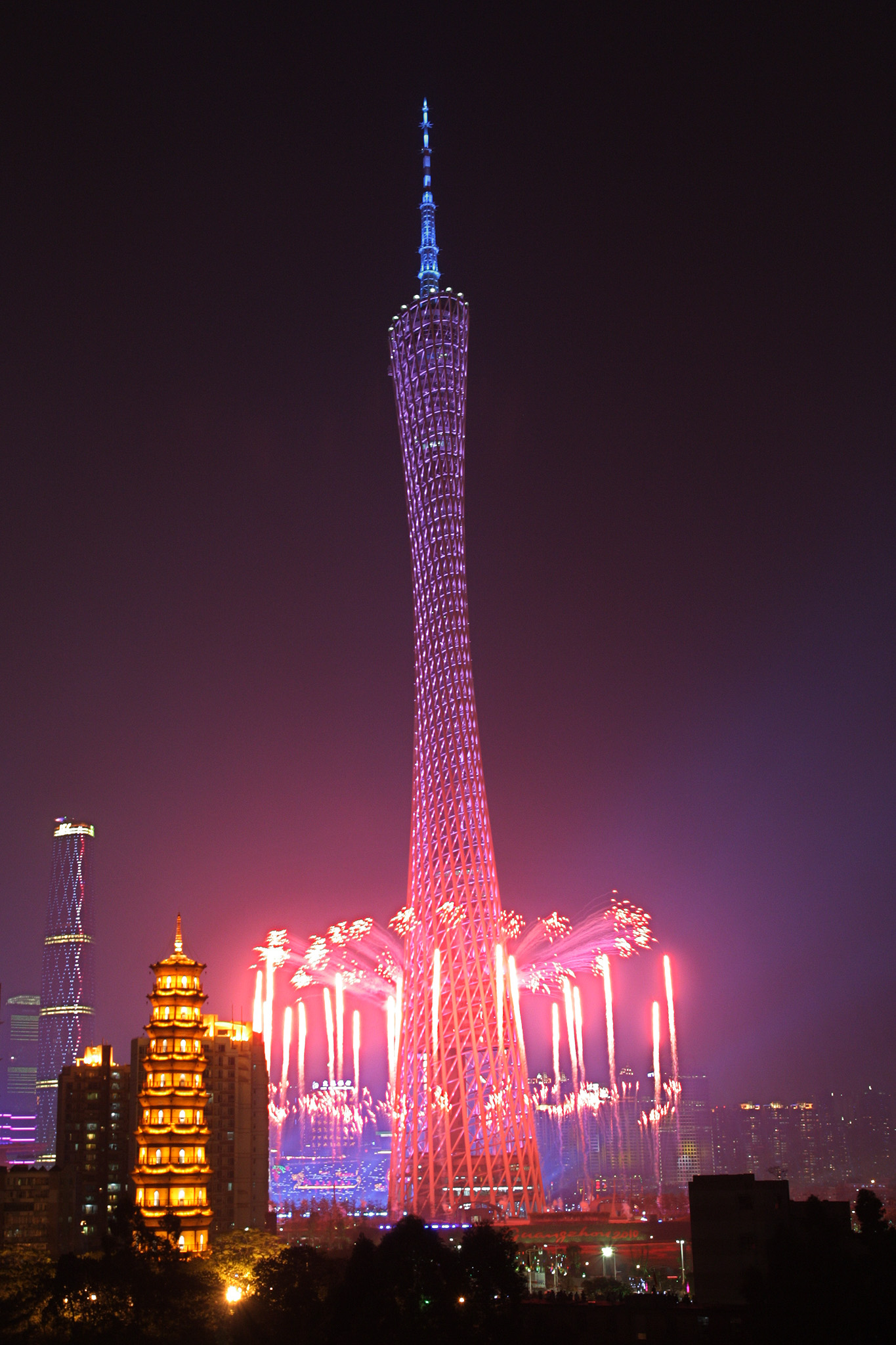
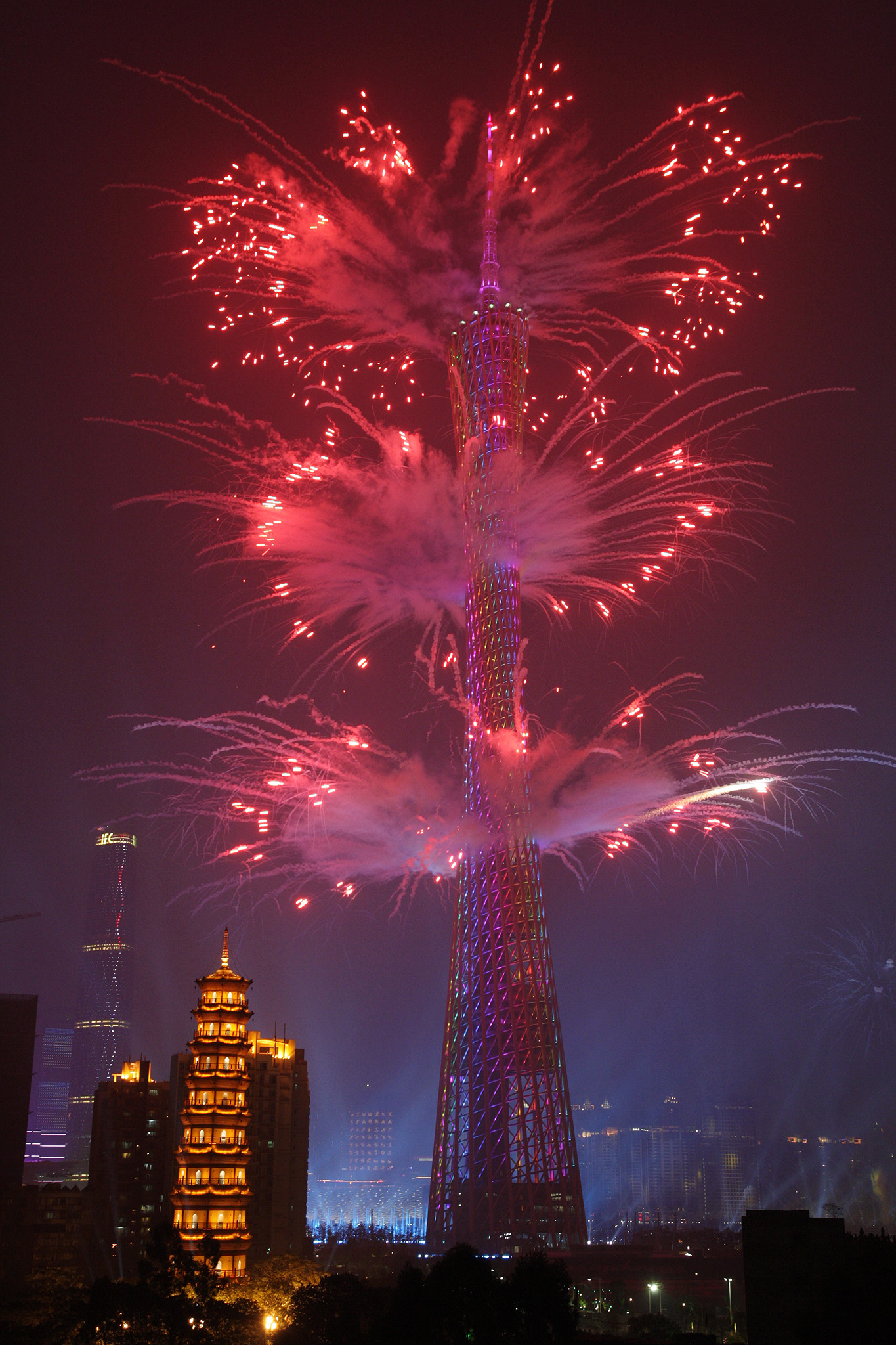
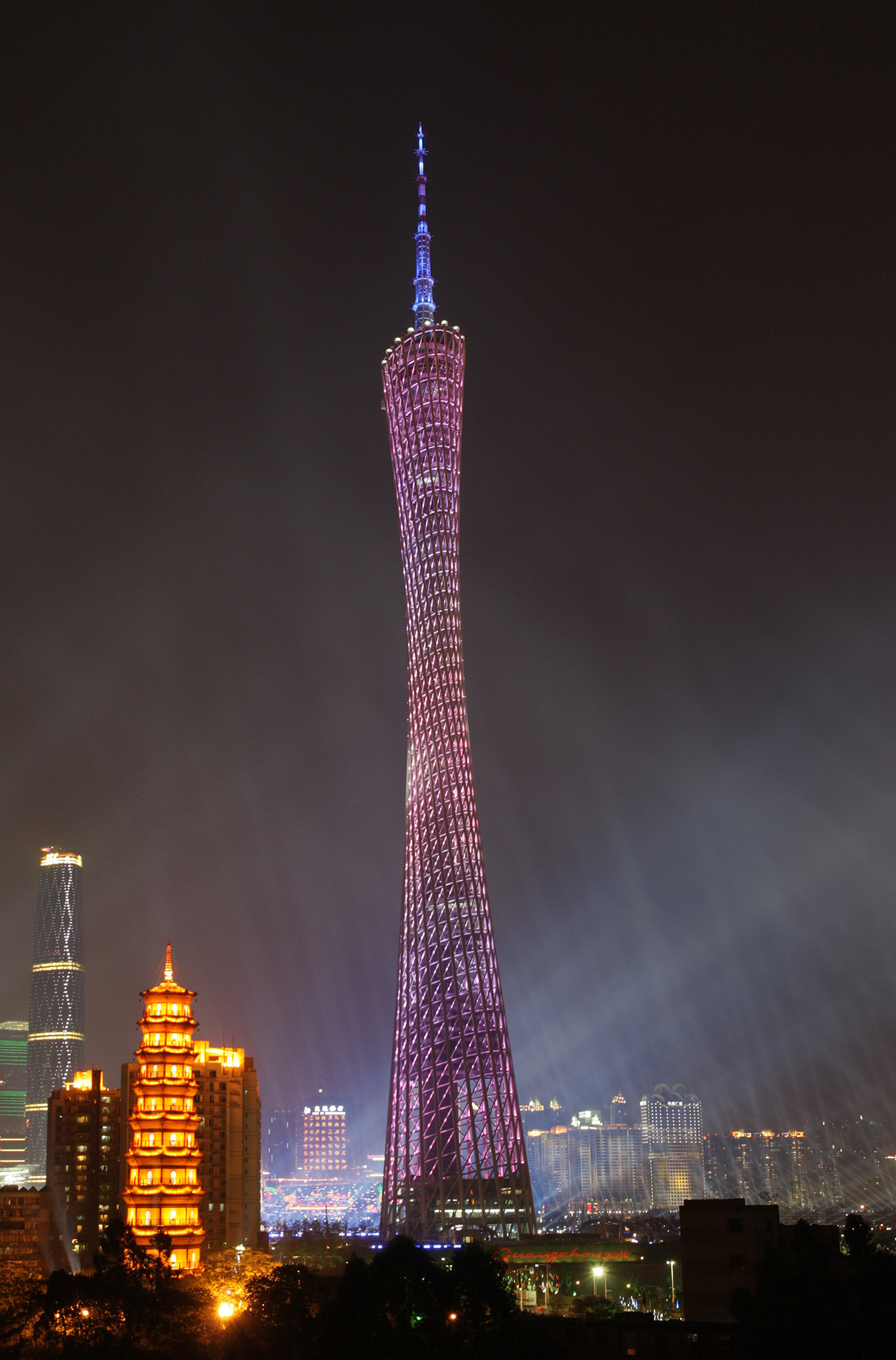
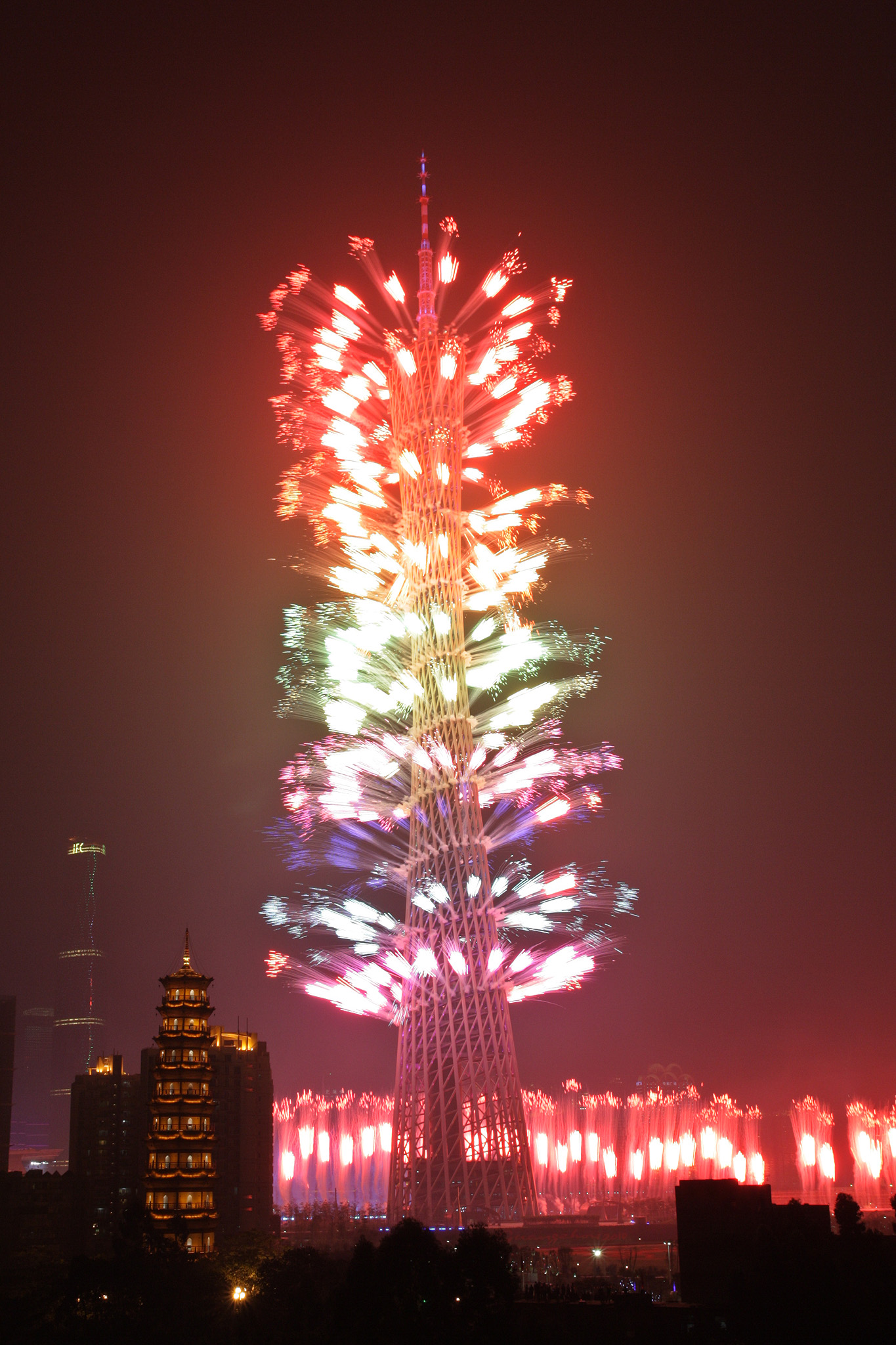

## Các quốc gia tham dự

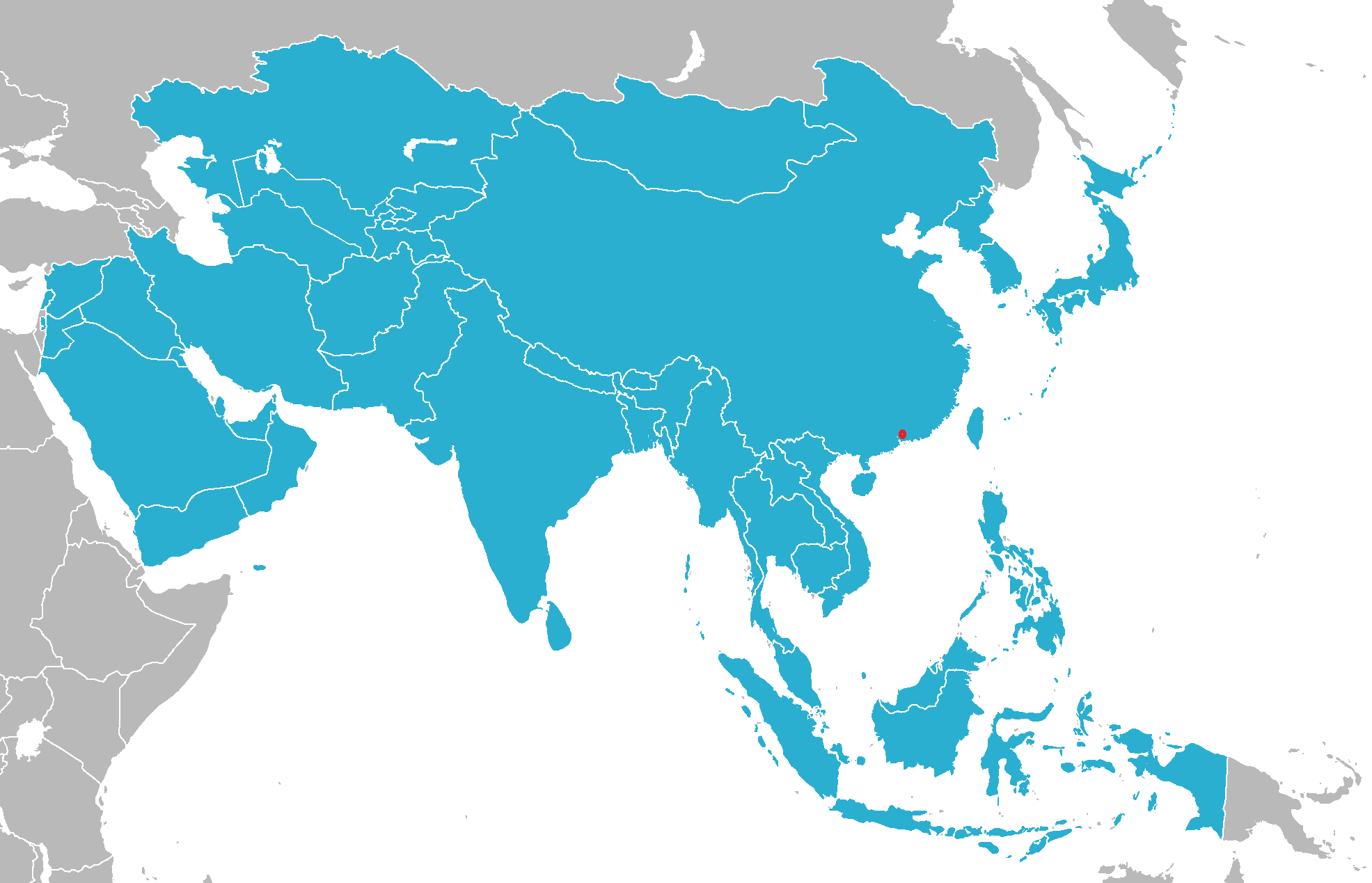
Các quốc gia tham dự Á vận hội 2010

Cả 45 thành viên của Hội đồng Olympic châu Á tính đến năm 2010 đều tham gia Đại hội Thể thao châu Á 2010. Tất cả các Ủy ban Olympic Quốc gia (NOC) được yêu cầu nộp danh sách đăng ký trước ngày 30 tháng 9 năm 2010. Ban tổ chức cho phép mỗi NOC bổ sung thêm vận động viên và thay thế do chấn thương sau thời hạn này. Sau thời hạn đăng ký cuối cùng, khoảng 9.704 vận động viên và khoảng 4.750 quan chức của các đoàn đã tham dự Đại hội, tăng 184 vận động viên so với kỳ Á vận hội trước đó ở Doha. Theo trang web chính thức của Đại hội, các vận động viên Kuwait tham gia thi đấu dưới lá cờ Olympic do Ủy ban Olympic Kuwait bị đình chỉ vào tháng 1 năm 2010 vì lý do can thiệp chính trị.
- Afghanistan (66)[26]
- Bahrain (82)[27]
- Bangladesh (150)[28]
- Bhutan (11)[29]
- Brunei (9)[30]
- Campuchia (22)[31]
- Trung Quốc (960)[32]
- Hồng Kông (401)[33]
- Ấn Độ (626)[34]
- Indonesia (216)[35]
- Iran (362)[36]
- Iraq (42)[37]
- Nhật Bản (726)[38]
- Jordan (86)[39]
- Kazakhstan (365)[40]
- CHDCND Triều Tiên (188)[41]
- Hàn Quốc (788)[42]
- Kuwait (184)[43]
- Kyrgyzstan (135)[44]
- Lào (53)[45]
- Liban (49)[46]
- Ma Cao (168)[47]
- Malaysia (325)[48]
- Maldives (82)[49]
- Mông Cổ (219)[50]
- Myanmar (69)[51]
- Nepal (140)[52]
- Oman (52)[53]
- Pakistan (169)[54]
- Palestine (41)[55]
- Philippines (188)[56]
- Qatar (250)[57]
- Ả Rập Xê Út (164)[58]
- Singapore (240)[59]
- Sri Lanka (104)[60]
- Syria (44)[61]
- Đài Bắc Trung Hoa (399)[62]
- Tajikistan (67)[63]
- Thái Lan (593)[64]
- Đông Timor (23)[65]
- Turkmenistan (111)[66]
- UAE (84)[67]
- Uzbekistan (220)[68]
- Việt Nam (260)[69]
- Yemen (32)[70]

## Lịch thi đấu
| ● | Lễ khai mạc |  | Tranh tài | ● | Chung kết | ● | Lễ bế mạc |

| Tháng 11 năm 2010                    | 7 CN | 8 T2 | 9 T3 | 10 T4 | 11 T5 | 12 T6 | 13 T7 | 14 CN | 15 T2 | 16 T3 | 17 T4 | 18 T5 | 19 T6 | 20 T7 | 21 CN | 22 T2 | 23 T3 | 24 T4 | 25 T5 | 26 T6 | 27 T7 | Huy chương vàng |
| ------------------------------------ | ---- | ---- | ---- | ----- | ----- | ----- | ----- | ----- | ----- | ----- | ----- | ----- | ----- | ----- | ----- | ----- | ----- | ----- | ----- | ----- | ----- | --------------- |
| Nhảy cầu                             |      |      |      |       |       |       |       |       |       |       |       |       |       |       |       | 2     | 2     | 2     | 2     | 2     |       | 10              |
| Bơi lội                              |      |      |      |       |       |       | 6     | 6     | 7     | 7     | 6     | 6     |       |       |       |       |       |       |       |       |       | 38              |
| Bơi nghệ thuật                       |      |      |      |       |       |       |       |       |       |       |       |       | 1     | 1     | 1     |       |       |       |       |       |       | 3               |
| Bóng nước                            |      |      |      |       |       |       |       |       |       |       | 1     |       |       |       |       |       |       |       | 1     |       |       | 2               |
| Bắn cung                             |      |      |      |       |       |       |       |       |       |       |       |       |       |       | 1     | 1     | 1     | 1     |       |       |       | 4               |
| Điền kinh                            |      |      |      |       |       |       |       |       |       |       |       |       |       |       | 6     | 6     | 8     | 4     | 11    | 10    | 2     | 47              |
| Cầu lông                             |      |      |      |       |       |       |       |       | 2     |       |       |       | 1     | 2     | 2     |       |       |       |       |       |       | 7               |
| Bóng chày                            |      |      |      |       |       |       |       |       |       |       |       |       | 1     |       |       |       |       |       |       |       |       | 1               |
| Bóng rổ                              |      |      |      |       |       |       |       |       |       |       |       |       |       |       |       |       |       |       | 1     | 1     |       | 2               |
| Cờ vua                               |      |      |      |       |       |       |       |       |       | 2     |       |       |       |       |       |       |       |       |       | 2     |       | 4               |
| Cờ vây                               |      |      |      |       |       |       |       |       |       |       |       |       |       |       |       | 1     |       |       |       | 2     |       | 3               |
| Cờ tướng                             |      |      |      |       |       |       |       |       |       |       |       |       | 2     |       |       |       |       |       |       |       |       | 2               |
| Bowling                              |      |      |      |       |       |       |       |       |       | 2     |       | 2     |       |       | 2     | 4     |       | 2     |       |       |       | 12              |
| Quyền Anh                            |      |      |      |       |       |       |       |       |       |       |       |       |       |       |       |       |       |       | 6     | 7     |       | 13              |
| Bơi thuyền - Vượt thác               |      |      |      |       |       |       |       | 2     |       | 2     |       |       |       |       |       |       |       |       |       |       |       | 4               |
| Bơi thuyền – Nước phẳng              |      |      |      |       |       |       |       |       |       |       |       |       |       |       |       |       |       |       | 6     | 6     |       | 12              |
| Bóng gậy                             |      |      |      |       |       |       |       |       |       |       |       |       | 1     |       |       |       |       |       |       | 1     |       | 2               |
| Billiards & Snooker                  |      |      |      |       |       |       |       | 2     | 2     | 1     | 1     | 2     | 1     | 1     |       |       |       |       |       |       |       | 10              |
| Xe đạp – BMX                         |      |      |      |       |       |       |       |       |       |       |       |       | 2     |       |       |       |       |       |       |       |       | 2               |
| Xe đạp – Địa hình                    |      |      |      |       |       |       |       |       |       |       |       | 2     |       |       |       |       |       |       |       |       |       | 2               |
| Xe đạp – Đường trường                |      |      |      |       |       |       |       |       |       |       |       |       |       | 2     |       | 1     | 1     |       |       |       |       | 4               |
| Xe đạp – Lòng chảo                   |      |      |      |       |       |       | 1     | 3     |       | 2     | 4     |       |       |       |       |       |       |       |       |       |       | 10              |
| Khiêu vũ thể thao                    |      |      |      |       |       |       | 5     | 5     |       |       |       |       |       |       |       |       |       |       |       |       |       | 10              |
| Thuyền rồng                          |      |      |      |       |       |       |       |       |       |       |       | 2     | 2     | 2     |       |       |       |       |       |       |       | 6               |
| Đua ngựa                             |      |      |      |       |       |       |       | 1     |       |       | 1     |       |       | 2     |       | 1     |       | 1     |       |       |       | 6               |
| Đấu kiếm                             |      |      |      |       |       |       |       |       |       |       |       | 2     | 2     | 2     | 2     | 2     | 2     |       |       |       |       | 12              |
| Bóng đá                              |      |      |      |       |       |       |       |       |       |       |       |       |       |       |       | 1     |       |       | 1     |       |       | 2               |
| Golf                                 |      |      |      |       |       |       |       |       |       |       |       |       |       | 4     |       |       |       |       |       |       |       | 4               |
| Thể dục dụng cụ – Thể dục nghệ thuật |      |      |      |       |       |       | 1     | 1     | 2     | 5     | 5     |       |       |       |       |       |       |       |       |       |       | 14              |
| Thể dục dụng cụ – Múa lụa            |      |      |      |       |       |       |       |       |       |       |       |       |       |       |       |       |       |       | 1     | 1     |       | 2               |
| Thể dục dụng cụ – Trampoline         |      |      |      |       |       |       |       |       |       |       |       |       |       |       |       | 2     |       |       |       |       |       | 2               |
| Handball                             |      |      |      |       |       |       |       |       |       |       |       |       |       |       |       |       |       |       |       | 2     |       | 2               |
| Khúc côn cầu trên cỏ                 |      |      |      |       |       |       |       |       |       |       |       |       |       |       |       |       |       | 1     | 1     |       |       | 2               |
| Judo                                 |      |      |      |       |       |       | 4     | 4     | 4     | 4     |       |       |       |       |       |       |       |       |       |       |       | 16              |
| Kabaddi                              |      |      |      |       |       |       |       |       |       |       |       |       |       |       |       |       |       |       |       | 2     |       | 2               |
| Karate                               |      |      |      |       |       |       |       |       |       |       |       |       |       |       |       |       |       | 5     | 4     | 4     |       | 13              |
| Năm môn phối hợp hiện đại            |      |      |      |       |       |       |       |       |       |       |       |       |       |       |       |       | 2     | 2     |       |       |       | 4               |
| Roller sports                        |      |      |      |       |       |       |       |       |       |       |       |       |       |       |       |       | 4     | 2     |       | 3     |       | 9               |
| Rowing                               |      |      |      |       |       |       |       |       |       |       |       | 7     | 7     |       |       |       |       |       |       |       |       | 14              |
| Rugby union                          |      |      |      |       |       |       |       |       |       |       |       |       |       |       |       |       | 2     |       |       |       |       | 2               |
| Sailing                              |      |      |      |       |       |       |       |       |       |       |       |       |       | 6     | 8     |       |       |       |       |       |       | 14              |
| Cầu mây                              |      |      |      |       |       |       |       |       |       |       |       |       |       | 2     |       |       |       | 2     |       |       | 2     | 6               |
| Bắn súng                             |      |      |      |       |       |       | 6     | 4     | 8     | 4     | 6     | 4     | 4     |       | 4     |       | 2     | 2     |       |       |       | 44              |
| Bóng mềm                             |      |      |      |       |       |       |       |       |       |       |       |       |       |       |       |       |       |       |       | 1     |       | 1               |
| Quần vợt mềm                         |      |      |      |       |       |       |       | 2     | 1     |       | 2     |       | 2     |       |       |       |       |       |       |       |       | 7               |
| Squash                               |      |      |      |       |       |       |       |       |       |       |       |       |       |       | 2     |       |       |       | 2     |       |       | 4               |
| Bóng bàn                             |      |      |      |       |       |       |       |       |       | 2     |       |       | 3     | 2     |       |       |       |       |       |       |       | 7               |
| Taekwondo                            |      |      |      |       |       |       |       |       |       |       | 4     | 4     | 4     | 4     |       |       |       |       |       |       |       | 16              |
| Quần vợt                             |      |      |      |       |       |       |       |       |       | 2     |       |       |       |       |       | 3     | 2     |       |       |       |       | 7               |
| Ba môn phối hợp                      |      |      |      |       |       |       | 1     | 1     |       |       |       |       |       |       |       |       |       |       |       |       |       | 2               |
| Bóng chuyền - Bãi biển               |      |      |      |       |       |       |       |       |       |       |       |       |       |       |       |       | 1     | 1     |       |       |       | 2               |
| Bóng chuyền - Trong nhà              |      |      |      |       |       |       |       |       |       |       |       |       |       |       |       |       |       |       |       | 1     | 1     | 2               |
| Cử tạ                                |      |      |      |       |       |       | 2     | 2     | 2     | 2     | 2     | 2     | 3     |       |       |       |       |       |       |       |       | 15              |
| Đấu vật                              |      |      |      |       |       |       |       |       |       |       |       |       |       |       | 3     | 3     | 3     | 3     | 3     | 3     |       | 18              |
| Wushu                                |      |      |      |       |       |       | 2     | 2     | 2     | 2     | 7     |       |       |       |       |       |       |       |       |       |       | 15              |
| Khai mạc Bế mạc                      |      |      |      |       |       | ●     |       |       |       |       |       |       |       |       |       |       |       |       |       |       | ●     |                 |
| Tổng số huy chương vàng              |      |      |      |       |       |       | 28    | 35    | 30    | 37    | 39    | 33    | 36    | 30    | 31    | 26    | 30    | 29    | 39    | 48    | 5     | 476             |
| Tổng số huy chương vàng đã được trao |      |      |      |       |       |       | 28    | 63    | 93    | 130   | 169   | 202   | 238   | 268   | 299   | 325   | 355   | 384   | 423   | 471   | 476   |                 |
| Tháng 11 năm 2010                    | 7 CN | 8 T2 | 9 T3 | 10 T4 | 11 T5 | 12 T6 | 13 T7 | 14 CN | 15 T2 | 16 T3 | 17 T4 | 18 T5 | 19 T6 | 20 T7 | 21 CN | 22 T2 | 23 T3 | 24 T4 | 25 T5 | 26 T6 | 27 T7 | Huy chương vàng |

## Các môn thi đấu
| - Thể thao dưới nước - Nhảy cầu - Bơi lội - Bơi nghệ thuật - Bóng nước - Bắn cung - Điền kinh - Cầu lông - Bóng chày - Bóng rổ - Board games - Cờ vua - Cờ vây - Cờ tướng - Bowling - Quyền anh | - Đua thuyền - Vượt thác - Nước phẳng - Cricket - Cue sports - Đua xe đạp - BMX - Địa hình - Đường trường - Lòng chảo - Khiêu vũ - Đua thuyền rồng - Đua ngựa - Dressage - Eventing - Jumping | - Đấu kiếm - Khúc côn cầu - Bóng đá - Golf - Thể dục dụng cụ - Thể dục nghệ thuật - Thể dục nhịp điệu - Trampoline - Bóng ném - Judo - Kabaddi - Karate - 5 môn phối hợp - Roller sports - Artistic - Speed - Chèo thuyền | - Bóng bầu dục - Sailing - Cầu mây - Bắn súng - Soft tennis - Bóng mềm - Squash - Bóng bàn - Taekwondo - Quần vợt - 3 môn phối hợp - Bóng chuyền - Bóng chuyền bãi biển - Bóng chuyền trong nhà - Cử tạ - Đấu vật - Wushu |

## Bảng tổng sắp huy chương
| Hạng                | NOC                           | Vàng | Bạc | Đồng | Tổng số |
| ------------------- | ----------------------------- | ---- | --- | ---- | ------- |
| 1                   | Trung Quốc (CHN)              | 199  | 119 | 98   | 416     |
| 2                   | Hàn Quốc (KOR)                | 76   | 65  | 91   | 232     |
| 3                   | Nhật Bản (JPN)                | 48   | 74  | 94   | 216     |
| 4                   | Iran (IRI)                    | 20   | 15  | 24   | 59      |
| 5                   | Kazakhstan (KAZ)              | 18   | 23  | 38   | 79      |
| 6                   | Ấn Độ (IND)                   | 14   | 17  | 34   | 65      |
| 7                   | Đài Bắc Trung Hoa (TPE)       | 13   | 16  | 38   | 67      |
| 8                   | Uzbekistan (UZB)              | 11   | 22  | 23   | 56      |
| 9                   | Thái Lan (THA)                | 11   | 9   | 32   | 52      |
| 10                  | Malaysia (MAS)                | 9    | 18  | 14   | 41      |
| 11                  | Hồng Kông (HKG)               | 8    | 15  | 17   | 40      |
| 12                  | CHDCND Triều Tiên (PRK)       | 6    | 10  | 20   | 36      |
| 13                  | Ả Rập Xê Út (KSA)             | 5    | 3   | 5    | 13      |
| 14                  | Bahrain (BRN)                 | 5    | 0   | 4    | 9       |
| 15                  | Indonesia (INA)               | 4    | 9   | 13   | 26      |
| 16                  | Singapore (SIN)               | 4    | 7   | 6    | 17      |
| 17                  | Vận động viên từ Kuwait (IOC) | 4    | 6   | 1    | 11      |
| 18                  | Qatar (QAT)                   | 4    | 4   | 7    | 15      |
| 19                  | Philippines (PHI)             | 3    | 4   | 9    | 16      |
| 20                  | Pakistan (PAK)                | 3    | 2   | 3    | 8       |
| 21                  | Mông Cổ (MGL)                 | 2    | 5   | 9    | 16      |
| 22                  | Myanmar (MYA)                 | 2    | 5   | 3    | 10      |
| 23                  | Jordan (JOR)                  | 2    | 2   | 2    | 6       |
| 24                  | Việt Nam (VIE)                | 1    | 17  | 15   | 33      |
| 25                  | Kyrgyzstan (KGZ)              | 1    | 2   | 2    | 5       |
| 26                  | Ma Cao (MAC)                  | 1    | 1   | 4    | 6       |
| 27                  | Bangladesh (BAN)              | 1    | 1   | 1    | 3       |
| 28                  | Tajikistan (TJK)              | 1    | 0   | 3    | 4       |
| 29                  | Syria (SYR)                   | 1    | 0   | 1    | 2       |
| 30                  | UAE (UAE)                     | 0    | 4   | 1    | 5       |
| 31                  | Afghanistan (AFG)             | 0    | 2   | 1    | 3       |
| 32                  | Iraq (IRQ)                    | 0    | 1   | 2    | 3       |
| 32                  | Liban (LIB)                   | 0    | 1   | 2    | 3       |
| 34                  | Lào (LAO)                     | 0    | 0   | 2    | 2       |
| 35                  | Nepal (NEP)                   | 0    | 0   | 1    | 1       |
| 35                  | Oman (OMA)                    | 0    | 0   | 1    | 1       |
| Tổng số (36 đơn vị) | Tổng số (36 đơn vị)           | 477  | 479 | 621  | 1577    |

## Xuyên suốt đại hội

### Linh vật
Tên chung đó là Lạc Dương Dương, gồm có những chú dê vui vẻ, đó là A Tường, A Hòa, A Như, A Ý, & Lạc Dương Dương